# Storia dei rioni di Foggia

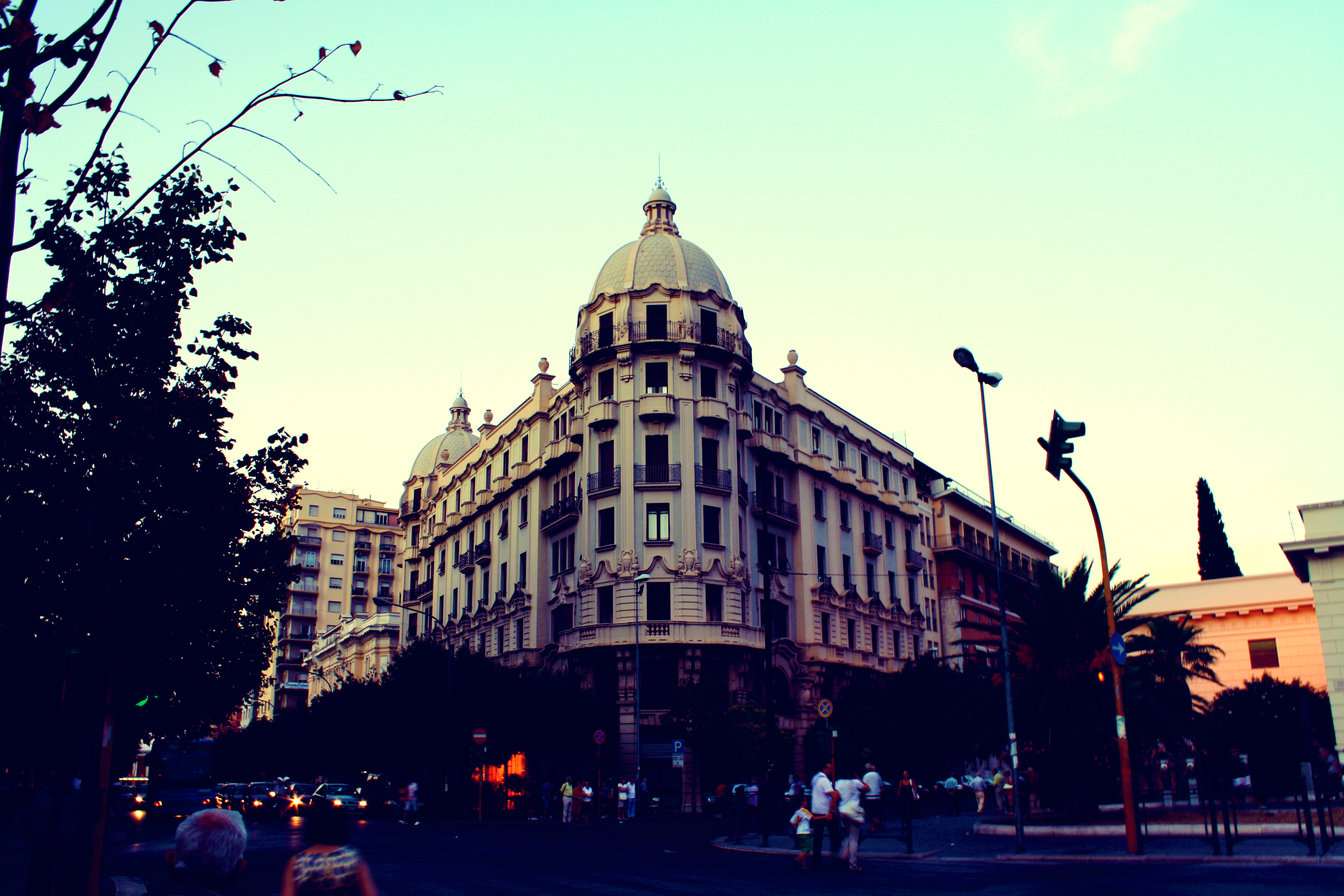
Piazza Cavour e palazzo dell'Acquedotto

## Rioni

### Antichi Rioni
Sin dall'antichità, alcune strade intersecavano il territorio a sud della metropoli dauna di Arpi, passando nei pressi dell'area su cui sorse più tardi Foggia.
Dopo l'abbandono del centro dauno di Arpi, la popolazione si sparse nelle campagne vicine costituendo e trovando momenti di aggregazione in una miriade di centri abitati minori, piccoli
agglomerati urbani, casali sparsi nelle campagne lungo le principali vie commerciali o in posizioni di rilievo a guardia di passi e guadi.
La rete viaria della Daunia, dopo la scomparsa di centri antichi come Arpi ed altre città, modifica in parte il tracciato di alcune arterie ed accrebbe o sminuì, a seconda dei casi, l'importanza di questa o quella via.
Le strade si adeguarono quindi ad una nuova situazione geo-politica e, dissolto l'impero romano,
i Bizantini costruirono una cintura di difese militari a sud del fiume Fortore, che rappresenta il loro primo confine settentrionale in Puglia. Dopo la battaglia di Civitate, i Bizantini furono definitivamente sconfitti dai Normanni, che sconlinarono nella pianura Dauna.
Restavano alcuni capisaldi del potere Bizantino, sul Gargano e lungo la costa, come Siponto.
Troia andava acquistando quel ruolo egemonico che in Capitanata era stato un tempo dell'antica Arpi.
Una strada, detta "francigena", univa Troia al mare ed a Siponto: essa costituiva un diverticulum della via Traiana e nell'ultimo tratto, dopo il fiume Candelaro, cambiava il nome in "strada peregrinorurm".

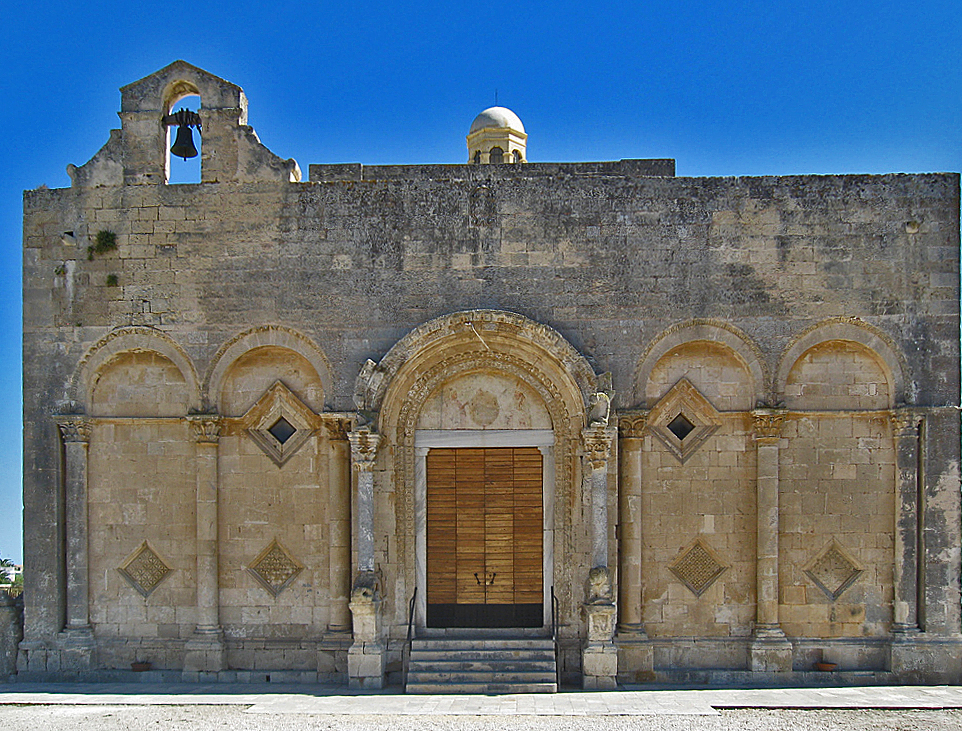
Basilica di Santa Maria di Siponto

Questa arteria ripercorreva in parte una strada più vecchia, che dall'antica Eca, nei pressi di Troia, passando per Arpi, raggiungeva il mare. Dopo l'abbandono del sito di Arpi, la strada si sposta, poco più a sud di questa metropoli dauna.
Lo spostamento a sud di tale arteria ne comporta l'incrocio con la strada proveniente da Lucera e Civitate. 
Questa via era caratterizzata da due componenti essenziali di traffico, la prima commerciale, che
serviva gli scambi fra l'interno ed il mare e la seconda religiosa, percorsa dai numerosi pellegrini
che si recavano verso il santuario dell'Arcangelo Michele. Una strada disseminata come altre, da
taverne poste ai crocevia per il ristoro dei pellegrini ed il cambio dei cavalli. Una di queste poste e probabile esistesse già nell'area dell'attuale chiesa di San Tommaso, forse unitamente a qualche altro edificio, formando un piccolo casale lungo la via francigena.

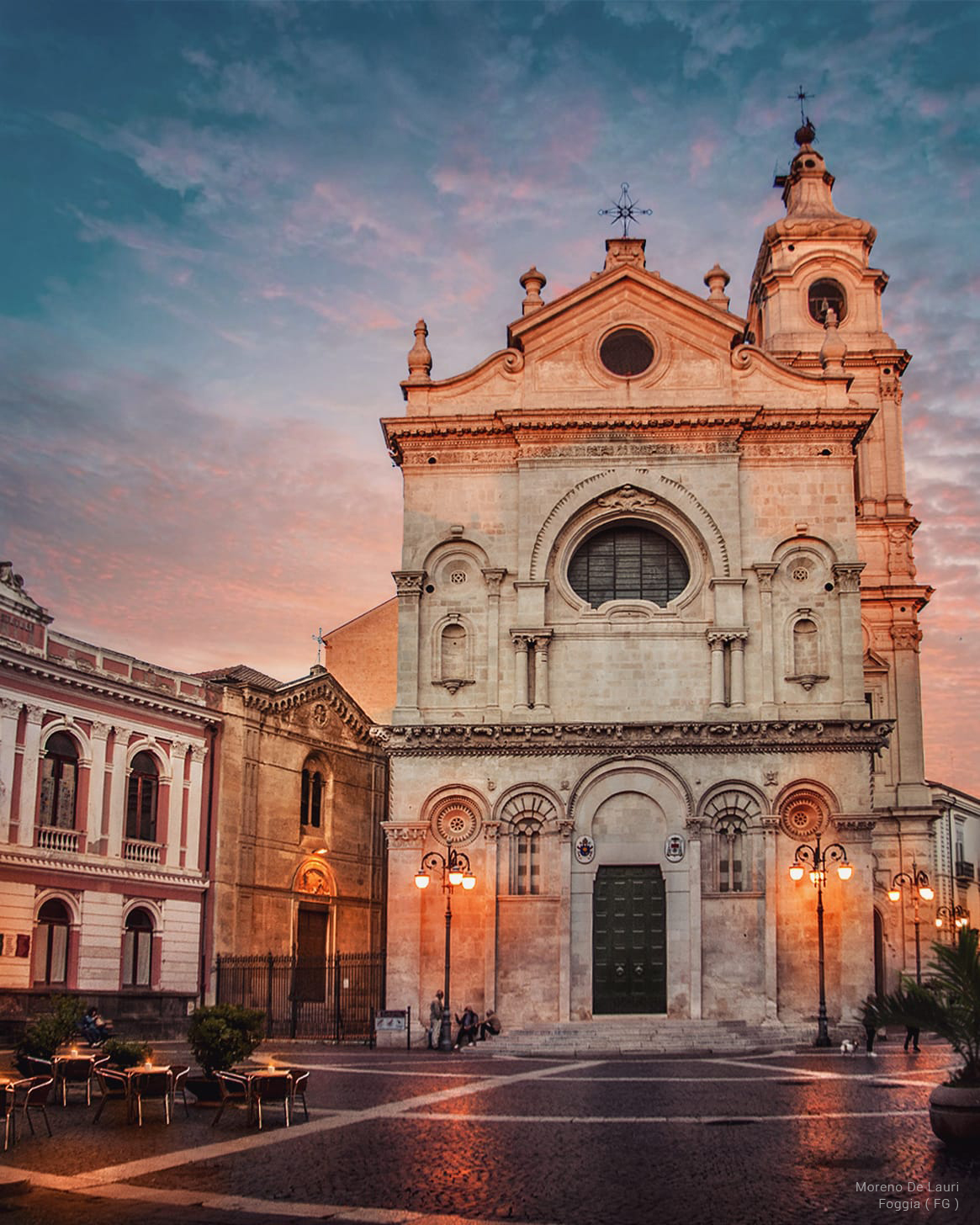
Cattedrale di Foggia

La presenza di un piccolo insediamento urbano lungo la via da Troia a Siponto, fu incentivata nella seconda meta dell'XI secolo dal ritrovamento del quadro dell'Iconavetere.
L'incremento demografico ebbe un ulteriore sviluppo e l'antico nucleo urbano normanno, detto 
"Terra Vecchia", si estenderà fuori del suo aggere difensivo per allungarsi verso la chiesa di Santa Maria, sorta nei pressi del luogo ove fu ritrovato il quadro dell'Iconavetere e poi lungo la stessa arteria commerciale che portava al mare, l'attuale via Arpi, ai cui lati sorgeranno numerose chiese, quasi come le antiche edicole pagane lungo le vie romane.
II ritrovamento del quadro dell'Iconavetere costituirà un polo di aggregaziune socio-religiosa.
Foggia inizierà a coniugare più funzioni di una certa importanza, quella commerciale, quella agricola e quella religiosa.
Sull'epoca del ritrovamento dell'Iconavetere, non esistono documenti certi, ma diverse cronache
fanno risalire l'evento al 1062 o al 1073.
La tavola di legno su cui è dipinta la Vergine, come tante altre raffigurazioni sacre in Capitanata, dovette essere nascosta durante il periodo delle persecuzioni iconoclaste e poi ritrovata avvolta, secondo la tradizione, da sette veli posti a protezione del dipinto.
Nascosta qualche secolo prima dagli abitanti della non lontana Arpi, o da altri, in una depressione del terreno, fu poi rinvenuta, quando questa fu colma d'acqua, dopo essersi liberata dal fondo limaccioso.

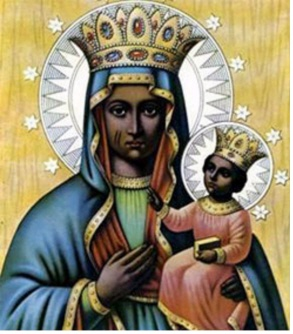
Icona votiva della Madonna Nera

L'abitato sarà poi indicato con i nomi di: "Sancta Mariam de Fogià", "Sanctam Mariam in Foce", in
documenti che vanno dal 1092 al 1105.
Verso il XII secolo, l'abitato torna ad essere citato senza il nome della Vergine, nel Febbraio del 1125 abbiamo "Castro Fogie", il casale ormai era stato fortificato.
L'abitato, già abbastanza popolato, conteneva nella sua area urbana alcune chiese, come quella di SanTommaso, eretta, secondo la tradizione, nel luogo dell'antica taverna del Gufo o del Bufo. 
Nelle campagne circostanti sorgevano pure alcuni monasteri, come quelli di Santa Cecilia a Sud-ovest di Foggia nei pressi dell'omonima contrada, e di San Nicola situato nei pressi della Chiesa del Calvario. Oltre al tempio di Santa Maria, eretto nei pressi del luogo ove fu ritrovata l'Iconavetere, sorgevano a Foggia anche le chiese di Sant'Angelo, Sant'Andrea, Sant'Antonio, San Lazzaro. A Sant'Elena, SS. Filippo e Jacobo, Sant'Eleuterio e San Pietro.
Delle chiese di Sant'Angelo, Sant'Antonio, San Lazzaro e Sant'Elena, anche se distrutte, si conserva oggi la memoria storica, sorgevano rispettivamente: la prima nel luogo ove fu poi eretto il Municipio; la seconda all'incrocio fra i corsi Giuseppe Garibaldi e Vittorio Emanuele, la terza nei pressi del viale d'ingresso al Cimitero e l'ultima, Sant'Elena nei pressi di Gesù e Maria.
Delle altre chiese non si conosce con certezza il luogo ove sorgevano, ma, almeno per alcune, solo la zona. Sant'Andrea, come riportato in un documento del 13 maggio 1214, era situata nel "suburbio Manie Porte", ovvero della Porta Magna, grande, o forse della Porta del Mattino, dal latino "mane", quindi di una porta esistente ad est della città, verso la strada per il mare.
Nello stesso diploma è citata anche la chiesa dei SS. Filippo e Jacobo, che era situata: "extra portam suburbii Bassani", nei pressi, quindi, di quella dedicata a Sant'Antonio, pure citata nel medesimo documento: "ecclesiam Sancti Antonii, quae est in suburbio Bassani ".
Intorno al Duecento, lo sviluppo urbano dell'abitato di Foggia era già progredito oltre il nucleo più antico, il "castrum togie", che potrebbe identificarsi con l'area della "Terra Vecchia", la quale si estendeva nella porzione Ovest e Sud-ovest dell'antico tuso urbano del centro storico di Foggia, delimitato dal Corso Garibaldi e da Via Manzoni.
Oggi una piccola stradina chiamata "Terravecchia" scorre da via Calvelo a Via N. Sulmona.
Proprio in questa zona, ben quattro vicoli, fino ai primi anni dell'Ottocento, erano chiamati Vico Capo la Terra.
Queste quattro strade cambieranno i loro nomi rispettivamente in: Vico Santissimo Castello, Vico Terra Vecchia, Vico Calvello e Strada Capo la Terra.
Oggi la situazione e ancora diversa, Via Santissimo Castello e stata assorbita da Via Calvello, la Strada Capo la Terra da Via Le Ortane, mentre resta solitario il breve Vico Terravecchia in una delle aree urbane più degradate del centro storico. La Terra Vecchia era cinta da mura e si sviluppava lungo la "Via Publica", oggi via Arpi, nel tratto a Sud-ovest di Piazza De Santis e fino a largo Civitella. Lungo l'attuale Via Arpi, il centro storico si è sviluppato
con la caratteristica forma a lisca di pesce, tipica dei borghi medioevali, soprattutto di pianura.

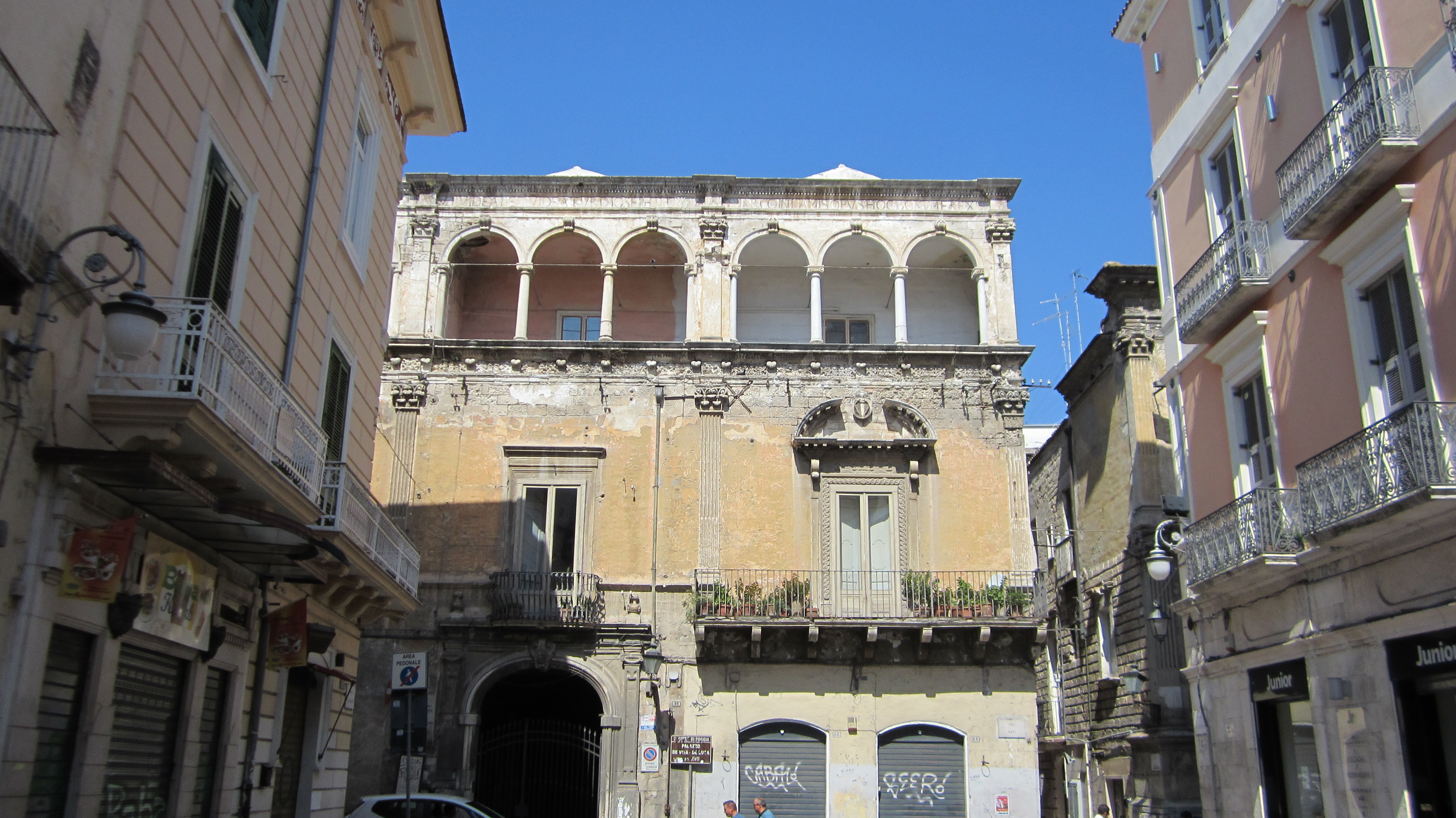
L'antico quartiere di via Arpi, palazzo De Maio - De Vita

Nel XII secolo, da un elenco di beni, il "quaternus excadencis" ove sono indicate tutte le
rendite che la corte sveva possedeva in Foggia, sono indicati già numerosi "suburbii" o quartieri sorti fuori dell'antica Terra Vecchia, oltre alla "platea magna" o semplicemente "platea Fogie".
Nel documento sono citati il "suburbio Maniaporci, intorno alla chiesa di S.Elena, presso il "fossatum dirutum", i suburbi di S. Andrea, quelli di Bassano e San Pietro, quest'ultimo forse lungo la via per Castiglione, ove sorge ancora un'antica masseria fortificata. Altra chiesa citata è quella di San Martino, che sorgeva molto probabilmente nell'attuale omonima via del centro storico, chiamata nel settecento "strada della cantina di S. Martino". Nell'elenco delle rendite sveve è citato anche il "suburbio Templi", si tratta di quel quartiere sorto intorno al tempio dedicato a Santa Maria Iconavetere.
Giuseppe de Troia in Foggia e la Capitanata nel quaternus excadenciarum di Federico II di Svevia, dice invece che "Il suburbium Templi era il sobborgo sorto tutt'intorno alla Domus Templi, cioè alla Casa del Tempio. La Domus Templi era la Casa dei Cavalieri del Tempio, cioè
dei Templari, la cui chiesa in Foggia era intitolata a S. Giovanni Battista. Difatti, in una inchiesta fatta intorno al 1220-1224, la chiesa in questione è detta: ecclesìa, Sancti Joannis de Templo.
Nella prima meta del Cinquecento, a seguito di gravi eventi bellici, i Cavalieri di S. Giovanni si rifugiarono a Malta e, da allora presero il nome di Cavalieri di
Malta. In Foggia l'antica ecclesia Sancti Joannis de Templo, passata già ai Cavalieri di San Giovanni, divenne la chiesa di San Giovanni di Malta  si trovava fuori della porta Arpana. A livello dell'attuale chiesa di San Giovanni Battista. La collinetta su cui sorge l'attuale chiesa di S. Giovanni Battista. con le casette d'intorno e che si estende verso nord fino a comprendere tutta la zona della Taverna dell'Aquila e verso est per circa 100 metri sulla via San Lazzaro che mena a Manfredonia, era il sito dell'antico suburbium Templi.
La politica accentratrice di Federico II apporterà ulteriore prosperità al centro abitato di Foggia, che sarà prescelto nella riorganizzazione politico-amministrativa dello stato svevo fra le residenze più frequentate dallo stesso imperatore, che vi erigerà pure un palazzo fuori la Terra Vecchia, contribuendo ancora di più all'espansione urbana della città.
Foggia acquisterà una nuova fisionomia e nuovi quartieri, come la "civita", sorta intorno alla chiesa di Santa Maria. 
La "civita" si sviluppa oltre che intorno alla chiesa di Santa Maria, anche lungo la via pubblica, o piazza pubblica, oppure piazza mercantile, l'attuale via Arpi, nel tratto che si estende a Nord-Est di Piazza de Sanctis. Pressappoco questo punto di Via Arpi veniva chiamato anche "capo la piazza", allo scopo di indicare il punto più esterno della "civita" sorta al di fuori del "castrum" più antico, come il "capo la Terra" rappresentava, invece, il termine
della Terra Vecchia.
II re di Napoli, Ferdinando IV, venuto a Foggia per le nozze del principe ereditario Francesco con l'arciduchessa Maria Clementina d'Austria il 14 agosto del 1797, entra in città dalla "Porta di S. Agostino" ed attraversa la strada "dei mercanti" fino al Pozzo Rotondo.
Lungo questa strada si sono sviluppati, dopo la 'terra vecchia", tutti gli altri quartieri più antichi sorti fuori del "castrum".
La costruzione del palazzo di Federico II di Svevia occuperà un'ulteriore area già periferica, che permetterà alla città di continuare il suo sviluppo urbano in direzione nord-est.
L'agglomerato urbano trabocca, quindi, dopo il duecento, fuori della cerchia fortificata della "terra vecchia" ed è necessaria la costruzione di una nuova cinta di mura, che si estenderà pressappoco lungo le attuali Via Manzoni, Fuiani e Corso Garibaldi. Nel 1229, però, sappiamo con certezza che proprio l'imperatore Federico II ordinerà di radere al suolo le mura ed i bastioni della città di Foggia, perché questa gli si era ribellata.
È probabile, però, che l'imperatore non abbia eliminato del tutto le fortificazioni della città; Foggia, infatti, era una città di pianura che non aveva difese naturali. 
Questa caratteristica impose sicuramente, almeno nei secoli successivi, forse con l'avvento degli Angioini, nuove fortificazioni. 
Certamente non si tralta di mura costellate da torri o bastioni, ma almeno di fossati ed aggeri formati con la terra rimossa.
Di una città senza mura ci parla Domenico da Gravina in una "Chronica" compilata verso il 1349.
Nei primi anni del settecento, il canonico Gerolamo Calvanese scrive di Foggia: "È sprovveduta
nientemeno di muraglie, essendo diroccate ed occupate da casamenti quelle che vi edificarono i re
Normanni e le torri, colle quali tu adornata da Federico II".
Nel periodo angioino Foggia è divisa in diversi quartieri, chiamati "pittagi", termine già citato nel "quaternus de excadencis" di epoca federiciana e che trova forse origine dal tardo latino "pittacium", "scheda", "libro", secondo Nunzio Federigo Faraglia: notamento dei cittadini abitanti in un rione per l'esazione delle imposte". Il termine sopravviverà fino alla fine del seicento.

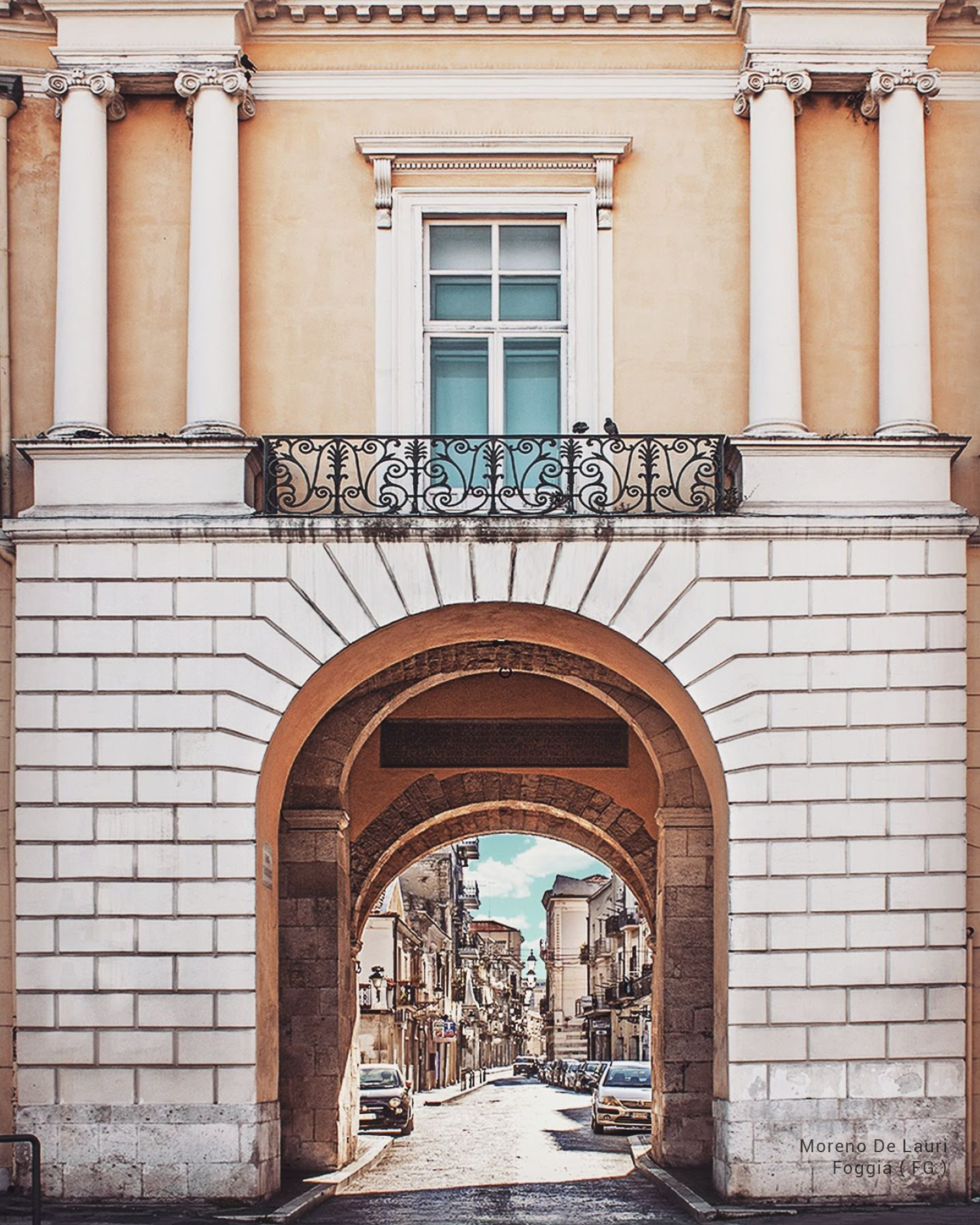
Porta Arpana e ingresso a Foggia vecchia

Nel "bona regalia", di età angioina, documento stilato allo scopo di avere un quadro generale delle
rendite del re, appaiono indicati, oltre ai quartieri di Sant'Angelo e di San Tommaso, sorti intorno alle omonime chiese, i più antichi rioni di "Maniaporci" e "Bassano", oltre a quello di Santa Maria, sorto nei pressi della chiesa dedicata all'Iconavetere.
Altro pittagio citato in "bona regalia" è quello del palazzo, sviluppatosi intorno alla residenza federiciana . Foggia acquisterà sempre maggiore importanza, fino a diventare, dopo la costruzione del palazzo di Federico II di Svevia, una delle città più ricche del regno delle due Sicilie.
A ciò contribuirà anche la dominazione angioina, la cui corte sarà spesso a Foggia e nel 1273 vi celebrerà le nozze di Beatrice, figlia del re Carlo con Filippo I di Courtenay, rampollo dell'imperatore di Costantinopoli, Balduino. Le viscere dello stesso re Carlo d'Angiò, morto a Foggia nel 1254, saranno conservate nella chiesa di S. Maria. Re Carlo aveva fatto edificare in Foggia un "Palazzo per sua abitazione", di cui nella prima metà del Settecento esistevano ancora: "poche camere con finestre alla gotica ridotte".
Attualmente, murati in una cantonale del palazzo Farina, di fronte alla Cattedrale, abbiamo delle colonnine con raffinati capitelli, che la tradizione
indica come gli ultimi resti del palazzo del re Carlo d'Angiò; unica cosa certa è la fattura di questi elementi architettonici minori, sicuramente coeva dell'epoca angioina.
Il palazzo dei d'Angiò, costruito nei pressi della Cattedrale, al centro della città, è molto probabilmente lo stesso "Palazzo Regio sito in Foggia" dove risiedeva il vescovo di Troia durante la permanenza nella nostra città, verso il 1329.
Dall'epoca sveva a quella angioina, due furono i fattori trainanti dello sviluppo economico di Foggia: il commercio e l'agricoltura.
Testimone dell'importanza commerciale acquisita dalla città e la presenza di un ufficio per lo "Jure
cambii" che darà poi il nome ad un intero quartiere, citato pure nello stesso elenco di beni che la corte angioina aveva in Foggia, il "Pittagio cambii".
Don Pasquale Manerba parla di due documenti: il primo è il "Jus Cambii" che si novera tra dritti reali in Foggia. "Era questo uno de' dazj dall'Imperatore Federico imposto sopra il cambio della moneta, dazio che dal bancheretto, ossia cambiatore, veniva pagato.
Secondo un Rito Camerale solto questo titolo. Ora untal dazio non si trova se non nelle Baglive delle città commercianti di primo ordine. Il secondo argomento nasce dal vedere che vi era una specie di Borsa valori pubblica, la quale aveva dato nome ad uno dei Rioni della Città, Pittagium Cambii. In questo rione doveva essere il Fondaco Regio, e presso il Fondaco l'officina del cambio".
Dal luogo dove veniva esercitato il cambio, prese nome anche una stradina, il "Vico del Cancio", la cui ubicazione, al centro dell'omonimo quartiere spesso citato nel Cinquecento e nel Seicento, era nei pressi del palazzo Marzano-Taturi, in Via Arpi, angolo Vico
Peschi. Nel Settecento i Tafuri erano ancora proprietari di un "Cellaro" o tondaco detto “la Gabella" adibito a cantina, forse l'antico locale occupato dal banco del cambio.
Nel Trecento la città aveva nuovi quartieri ed il suo sviluppo sarà stimolato nel secolo successivo dagli Aragonesi che con Ferrante I disposero il trasferimento della Regia Dogana delle Pecore da Lucera a Foggia.
Quest'ultima era una particolare istituzione preposta, sul tipo della "mesta" spagnola, alla transumanza delle greggi dai monti dell'Abruzzo verso la Pianura Dauna. La Regia Dogana, era stata istituita dagli Aragonesi al fine di sfruttare i pascoli
demaniali, aggiungendovi anche alcuni pascoli privati ed obbligando, sotto pagamento di una tassa, i proprietari di armenti a far svernare le pecore nei territori soggetta ad essa.
La città, a partire dal Cinquecento, acquisterà sempre più caratteri commercianti e cosmopoliti. 
La vecchia borghesia cittadina si arricchisce di un nuovo dinamismo attraverso il notevole incremento dell'interscambio commerciale legato ai prodotti della pastorizia e soprattutto della lana.

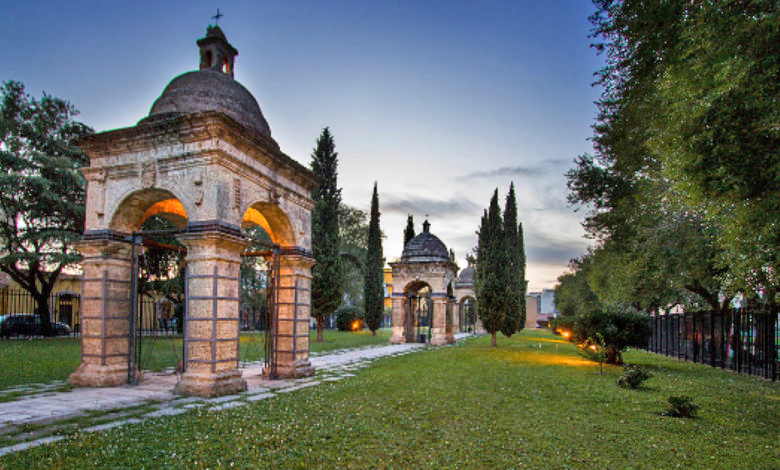
Chiesa delle Croci

La lana veniva conservata in centinaia di fondaci sparsi per tutta la città, i cui proprietari erano spesso commercianti di altre città. L'afflusso di gente nuova corrisponde contemporaneamente all'afflusso di nuove ricchezze, alla costruzione di nuovi palazzi ed all'estendersi dell'abitato fuori porta, estensione caratterizzata, in un primo momento, dalla presenza di conventi e chiese, di cui, almeno le più antiche: Santa Cecilia e Sant'Augusta, poi S. Giusta, verso Troia; mentre San Giovanni Vecchio, S. Stefano, il S. Sepolcro, S. Lazzaro, S. Marco e S. Jacobo, tutte sorte ai lati della strada e tratturo che da Foggia raggiungeva il Candelaro. 
La città inizierà ad estendersi lungo questi due tratturi cercando di ricongiungersi con i conventi
sorti fuori porta di San Francesco e dei Cappuccini ad ovest e nord-ovest e di Gesù e Maria e del Carmine ad est e sud-est. Anche da questi lati sorgevano già delle chiese più o meno antiche, verso i Cappuccini abbiamo quella di San Nicola, pertinenza dell'abbazia di S. Maria di Pulsano, oltre alla cappella della Croce e la chiesa di S. Maria di Loreto verso Gesa e Maria, la chiesa di S. Antonio Abate ed oltre, più lontana, quella di S. Lorenzo in Carminiano. In una pianta conservata presso la Biblioteca Angelica di Roma e risalente alla fine del cinquecento la città appare cinta da alcune ditese, certamente non si tratta di vere e proprie mura (non
si hanno documenti attestanti l'esistenza), ma di steccati o più sicuramente di aggeri di terra. Ancora oggi, l'ingresso verso l'area urbana che rappresenta il nucleo più antico, a lisca di pesce, del centro storico di Foggia, tra Via Manzoni e Corso Garibaldi, e caratterizzata da un costante dislivello altimetrico, più o meno rilevante, superato da leggeri pendii o scalette, che salgono tutte verso il centro storico. 
Nella pianta cinquecentesca appaiono citate: Porta Grande, inglobata nell'antico palazzo di città, Porta Piccola o di S. Agostino oppure Porta Troia; la Porta di S. Tommaso, o nuova o Lucera, la Porta di S. Domenico e Porta Fleale all'incrocio dell'attuale Via Duomo con il Corso Garibaldi. Sono scomparse le più antiche aperture di "Mania Porte" e la "portam suburbii Bassani" citate nel tredicesimo secolo. 
Queste porte furono forse abbattute, una volta incorporate dall'espansione urbana verso la
seconda cinta difensiva della città o, probabilmente cambiarono nome.
Casimiro Perifano riferisce, tra l'altro, che la porta ubicata nei pressi della chiesa di S. Domenico era chiamata un tempo "Porta Reale" perché immetteva nel "vasto recinto" della Reggia di Federico II di Svevia. Nella pianta dell'Angelica, la Porta Reale è indicata come quella che si apriva all'incrocio di Via Duomo e Corso Garibaldi.
In merito al numero totale delle porte di Foggia uno degli autori locali più antichi, il Morra, scrive che erano sette, ma sicuramente non è detto che esistessero tutte e sette contemporaneamente, tale cifra è da considerare come totale delle porte che si sono avute a Foggia nel corso dei secoli. Verso il Seicento accanto alla produzione laniera era altivo anche un artigianato minore di cuoiai e speziale, che popolavano le stradine più interne della città.
Importantissimi per la storia dello sviluppo urbano è l'origine toponomastica delle varie strade del centro storico cittadino, in molti registrini dei pesatori della lana è indicato il luogo dove
sorgevano i fondaci citati.
Con gli ultimi anni del Seicento appaiono le prime citazioni di fondaci situati fuori porta, sono i prodromi di un primo sviluppo urbano oltre la seconda cerchia difensiva, sviluppo che avrà il suo culmine nella prima metà del Settecento, dopo il terremoto del 1731.
Nei registri che vanno dal 1554 al 1594 sono citati un fondaco situato nel "Cortiglio della Catena" e nella "Taverna dell'Aquila".
Si tratta di due edifici posti fuori Porta Grande, la Catena era una stalla con annessa taverna. Dopo il terremoto del 1731, la città riprenderà con maggiore slancio la sua crescita demografica ed urbana, con l'erezione di palazzotti gentilizi e file di casupole minori fuori porta, seguendo nuove direttrici indirizzate lungo i tratturi e gli "stradoni" che conducevano a due dei conventi più importanti della città, quello dei Minori Osservanti di Gesù e Maria e l'altro dei Padri Cappuccini, oggi scomparso ed esistente nel luogo dove è stata eretta la Cappella all'aperto dedicata all'Iconavetere.
Questo notevole impulso edilizio è attestato dal catasto di Foggia "iniziato nel 1741", documento in cui vengono citate numerose abitazioni ubicate fuori porta, in un nuovo quartiere chiamato "borgo Sant'Antonio".
Quest'ultimo rione, che in tempi più recenti, sarà in parte chiamato anche "Borgo Scopari", sorse fuori la Porta di San Domenico e la Porta Reale, a ridosso della chiesa scomparsa di Sant'Antonio Abate.

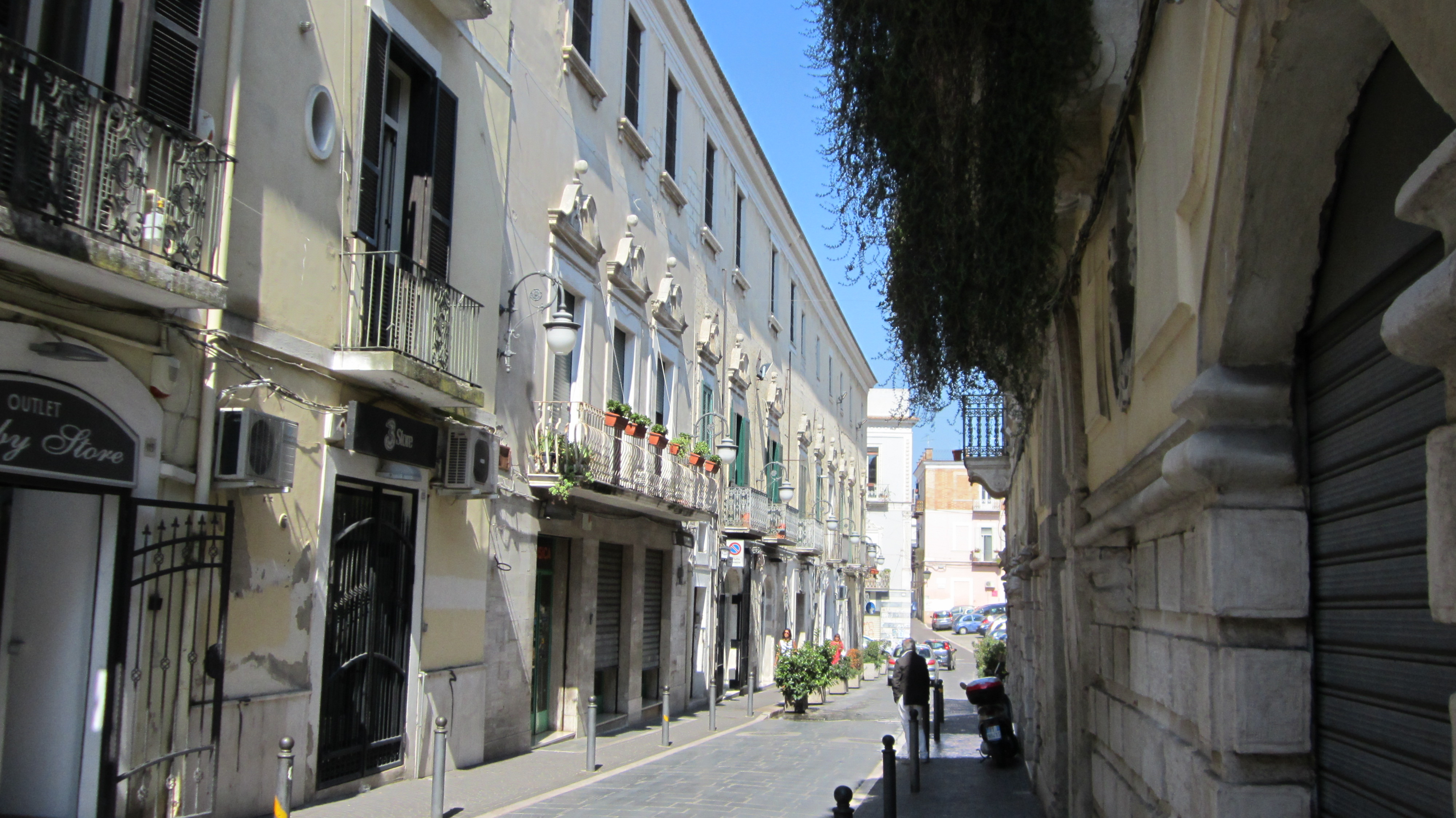
Corso Vittorio Emanuele, verso il Pozzo federiciano

Nello stesso largo di Porta Reale sarà realizzato anche un nuovo palazzo che ospiterà la Regia Dogana.
Prima del disastroso terremoto del marzo del 1731, già erano stati costruiti alcuni palazzi fuori porta; è impensabile, infatti, che solo dopo una decina di anni dal terremoto, si fosse già formato il borgo di Sant'Antonio con le sue numerose abitazioni, più volte citate nel catasto del 1741. 
Foggia si era già estesa verso il convento di Gesù e Maria, raggiunto da un omonimo "stradone".
La costruzione del Conservatorio delle Pentite, fondato nel 1723 ed oggi scomparso, sorgeva in Via Saverio Altamura, nel luogo oggi occupato da un parcheggio per auto. Una nuova strada, nel settecento, prese nome da questo edilicio religioso. La zona alle spalle del nuovo Palazzo della Regia Dogana, verso l'incrocio tra l'attuale Corso Garibaldi e via Fuiani, era chiamata la "Madonnella", dove risiedeva una comunità di Albanesi. Intanto l'abitato si era esteso fuori le mura con altri tre quartieri o borghi: S. Antonio Abate, San Francesco Saverio e le Croci.

### Edilizia nell'Ottocento
Verso la prima metà dell'Ottocento, venivano realizzate una serie di opere pubbliche, che prolungavano i percorsi cittadini fuori porta, contribuendo all'urbanizzazione della periferia a sud e ad est del centro storico. Tra le opere, la Villa Reale (oggi comunale) nel 1824 con boschetto tutto tracciato da vie tortuose come i giardini inglesi, con due colline, di cui una con fontana a cascata e con vallette. L'ingresso della Villa è
decorato da un prospetto formato da due serie di colunne di ordine Tuscanico, ciascuna di quattordici, il tutto disposto a portico rettilineo, con due casine agli estremi. Le tacce esterne
delle Casine sono bugnate e coronate dal cornicione che sovrasta le colonne. Altre opere sono il Palazzo Comunale ed il nuovo Teatro abbellito, con porticato fronteggiato da una
serie di sei colonne e l'ingresso in un vasto androne, nel quale sono presenti due gradinate a destra ed a sinistra. Sia il Teatro che il Prospetto della Villa Reale sono opera di Luigi Oberty di Monton ingegnere Provinciale nella Capitanata.
Anche la facciata neoclassica della chiesa di San Francesco Saverio, ritratta nella prima metà del XIX secolo, e attribuita all'Oberty, che completerà il suo percorso neoclassico con
un'altra opera pubblica, la sovrastruttura decorativa della facciata dell'antico palazzo comunale, il cui prospetto, dal lato del Piano della Croce, sopra Porta Arpi, risente maggiormente
del tratto dell'Oberty.

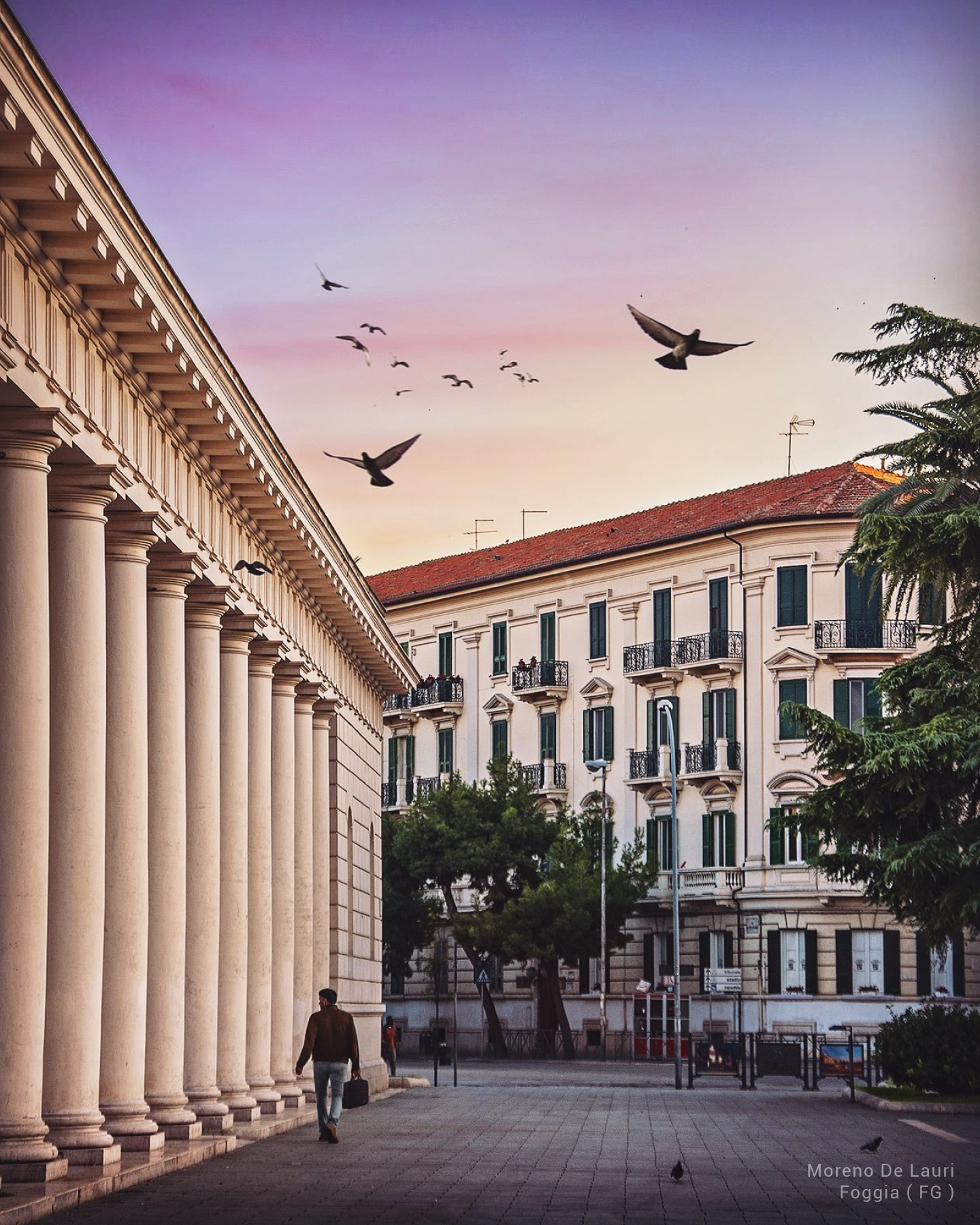
Pronao della villa comunale, piazza Cavour

L'Ottocento si apriva quindi per Foggia ad un nuovo stile architettonico, quello neoclassico, che ebbe nella persona dell'ingegnere provinciale Luigi Oberty, un validissimo rappresentante.
L'impronta neoclassica dell'Oberty prosegue fino all'Orfanotrofio Maria Cristina e l'annessa chiesa di S. Maria della Croce, oggi abbattuti.
Sicuramente l'Oberty progetta a Foggia anche edifici privati. Testimonianze neoclassiche minori fanno capolino fra i palazzi gentilizi foggiani, come nel maestoso portale leonino che costituisce l'ingresso al palazzo Marchesani-Villani in via Manzoni, o nel ritratto prospetto del Palazzo Perrone in Corso Cairoli. Lo stile neoclassico, comunque, come altri, giunse leggermente in ritargo a Foggia.
Nel XIX secolo, nuove e spaziose vie collegano il centro con la periferia. Il Borgo di Sant'Antonio Abate, e detto Borgo Scopari per la presenza in loco di alcuni artigiani che lavoravano tali prodotti, la cui memoria toponomastica era presente negli scomparsi vicoli Scopari, Stracci e Giungai. 

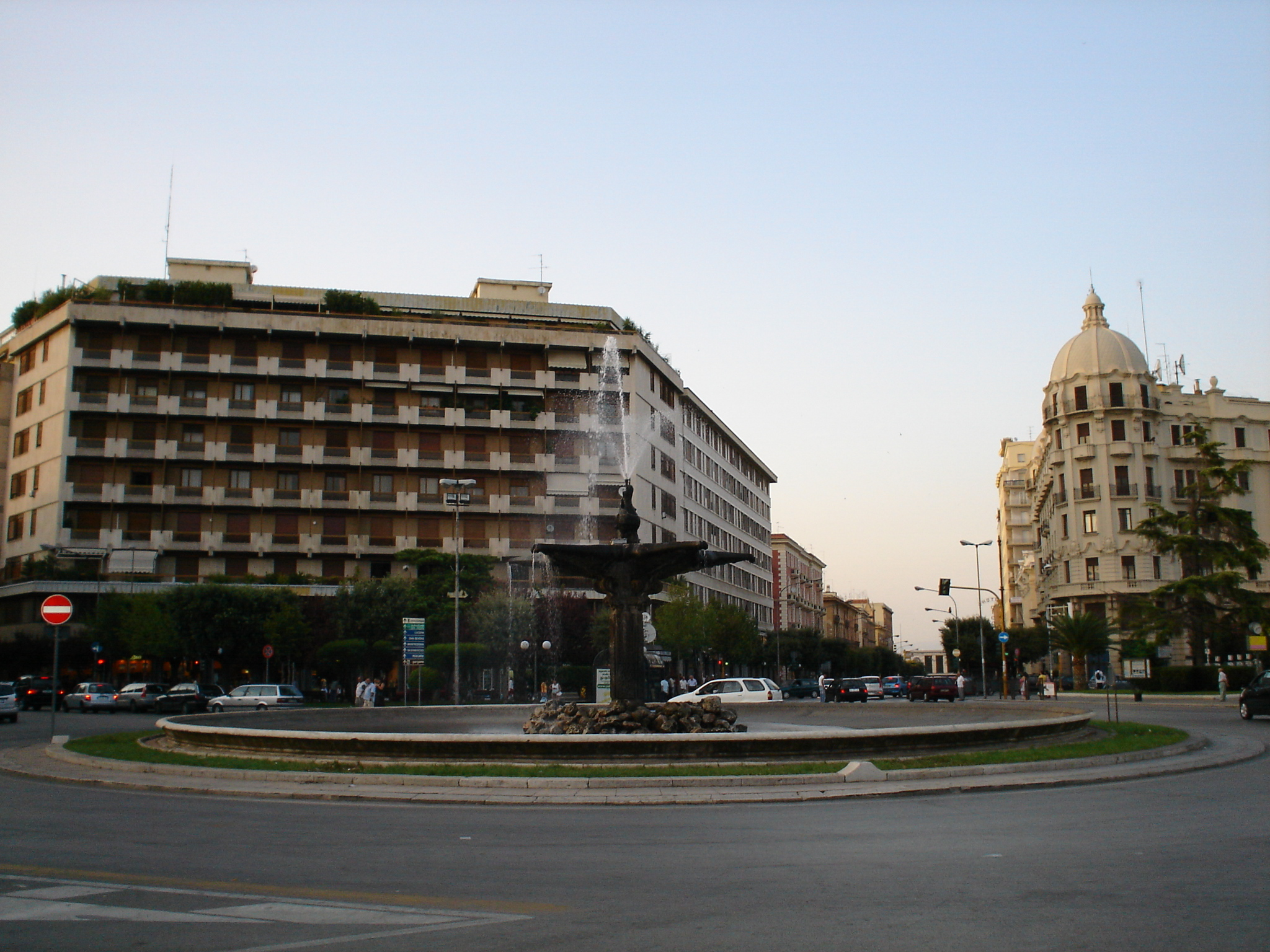
Piazza Cavour, a destra il palazzo dell'Acquedotto

Questo quartiere sarà rappresentato in una pianta del 1333, con palazzi gentilizi nella parte più esterna ed umili case nell'area interna del borgo, intersecato da strettissime viozze
di cui sopravvivono oggi solo i vicoli "Arco Galiano" e "Le Granate" entrambi accomunati dalla presenza di graziosi archi che, insieme all'androne aperto del palazzo Buonfiglio, caratterizzano il corso G. Garibaldi, in quel tratto già chiamato "Strada Porta Reale".
Anche all'interno del centro storico, si hanno dei cambiamenti, nel cuore della città vecchia, viene realizzata una piazzetta al Largo Peschi, in fondo all'omonimo vicolo, sarà questa la
prima porzione di quella che verrà poi chiamata Piazza Mercato.
Una visione più completa dello sviluppo urbano di Foggia nell'Ottocento ci viene data dalla pianta della città eseguita dall'architetto Luigi Mongielli; a volte indicato come ingegnere, questo professionista foggiano è il primo ad eseguire una completa ed esatta topografia dell'abitato e del territorio comunale. Di lui ne resta oggi una relativa al centro abitato, conservata presso il Museo Civico di Foggia. Nella pianta del Mongelli la città si estende verso nord fino
alla zona dell'attuale cavalcavia per Manfredonia; ad Est fino alla Villa Comunale; a Sud-Est è delimitata dall'attuale Corso Matteotti, già via le Ville, a Sud dalla chiesa del Carmine e dal Convento di San Pasquale; verso Sud-Ovest ed a Ovest poche cortine di case superano l'attuale Via Fuiani, a Nord-Ovest lo sviluppo del Borgo Croci raggiunge la chiesa omonima senza prolungarsi ancora fino al Convento dei Cappuccini, oggi distrutto ed un tempo posto in fondo all'omonima strada.
Entro questi limiti si era ormai stabilizzato lo sviluppo urbano che aveva caratterizzato il periodo che va dal dopo terremoto fino alla prima metà dell'Ottocento.
Per un nuovo momento di crescita edilizia, bisognerà aspettare un altro importante evento storico, l'unità d'Italia e gli anni in cui l'amministrazione comunale sarà retta dal sindaco Lorenzo Scillitani, in particolare il periodo che va dal 1866 al 31 dicembre del 1872.
La città assume un nuovo aspetto con le strade pavimentate mediante pietre laviche, pietra bianca e acciottolato. 
Ecco finalmente alimentare il sentimento patriottico, consacrando alla memoria di Vincenzo Lanza un monumento in marmo in mezzo ad una piazza cittadina (ora Piazza U. Giordano) Alla fine del secolo scorso, caratterizzarono lo sviluppo urbano anche la costruzione del nuovo liceo, poi il tribunale ed oggi sede dell'università e della stazione ferroviaria. La stazione ferroviaria è ampia, sormontata da una gran volta di vetri di telai di ferro, comprende parecchi edifici, per gli uffici, per le officine, per gli alloggi.